# W76

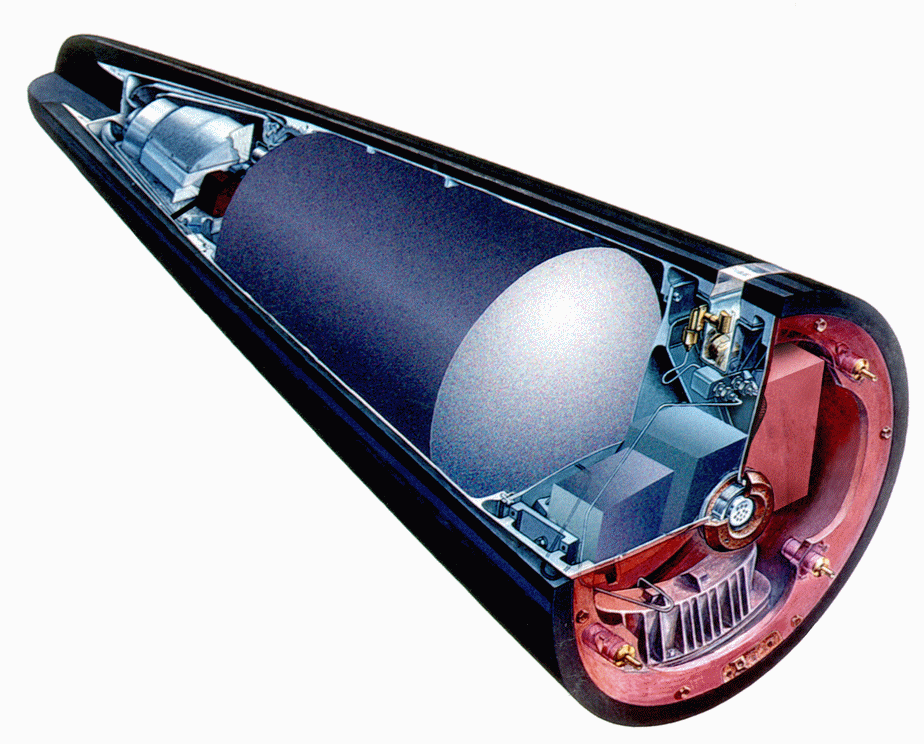
Боеголовка W76 и боевой блок Mk-4 в разрезе

W76 — американская термоядерная боеголовка, разработана Лос-Аламосской национальной лабораторией.
Боеголовка W76 доставляется внутри боевого блока Марк-4 (Mk-4). Американские баллистические ракеты подводных лодок Трайдент I и Трайдент II несут заряды W76 (наряду с боеголовкой W88 на Трайдент II). Производилась с 1978 по 1987 годы на Роккифлэтском атомном заводе в Голдене близ Денвера, штат Колорадо, компанией Rockwell International по заказу Комиссии по атомной энергии США. Было произведено около 3400 боеголовок.
В 2008 году все ракеты Трайдент I были сняты с вооружения. По состоянию на 2009 год на вооружении находится 3030 боеголовок.. Ими снаряжаются ракеты Трайдент II, размещенные на 14 ПЛАРБ типа «Огайо». В связи с ограничениями по договору СНВ-2 на боевом дежурстве находится около 400 боеголовок W87 и 1700 боеголовок W76 (по 6-8 боевых блоков на каждой ракете). Остальные боеголовки W76 сняты с ракет и находятся на хранении.
Первоначально срок эксплуатации боеголовок устанавливался в 20 лет. В 2000 году в связи с необходимостью продления сроков эксплуатации была инициирована программа продления эксплуатации (Life Extension Program, LEP). Боеголовки модернизированные по данной программе получат обозначение W76-1, а боевые блоки — Mk-4a. Первая партия W76-1/Mk-4a была получена ВМС США в 2009 году. Работы по программе продления эксплуатации осуществлялись на Канзасском атомном заводе (KCP) в Канзас-Сити, штат Канзас, компанией Honeywell Federal Manufacturing & Technologies.
Размеры боеголовки и боевого блока Mk-4 неизвестны, вес боевого блока W76/Mk-4 равен 164 кг (362,5 фунта).
Мощность боеголовки составляет 100 кТ.